# Museo de Figuras de Johor
El Museo de Figuras de Johor (en malayo: Muzium Tokoh) es un museo malayo ubicado en la ciudad de Johor Bahru, estado de Johor.

## Historia
El edificio del museo fue construido originalmente en 1896 durante la época colonial británica.
El museo está ubicado en el edificio Dato 'Jaafar, previamente residencia oficial de Jaafar Muhammad, el primer ministro en jefe de Johor. El edificio fue construido en un terreno de 100 hectáreas en Senyum Hill. El mismo se asemeja a los edificios de la familia real británica Hardwick Hall en el Reino Unido. Consta de tres pisos y cuatro torres en cada esquina. El edificio también ha sido destinado, al pasar de los años, como cuartel militar para los japoneses y británicos, oficina del departamento de obras públicas y escuela de idiomas.

## Exposiciones
El museo muestra la historia de Johor y del Sultanato de Johor. También organiza regularmente exposiciones temporales sobre personajes famosos de la región.